# نوگاپیتیا
نوگاپیتیا (به لاتین: Nugapitiya) یک منطقهٔ مسکونی در سری‌لانکا است که در استان مرکزی (سری‌لانکا) واقع شده‌است.